# Sost
Sost – miejscowość i gmina we Francji, w regionie Oksytania, w departamencie Pireneje Wysokie.
Według danych na rok 1990 gminę zamieszkiwały 123 osoby, a gęstość zaludnienia wynosiła 4 osób/km² (wśród 3020 gmin regionu Midi-Pireneje Sost plasuje się na 940. miejscu pod względem liczby ludności, natomiast pod względem powierzchni na miejscu 288.).